# Marcin Rygiel

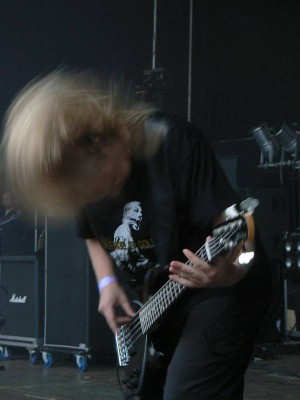
Marcin Rygiel

Marcin Rygiel (* 30. April 1983 in Krosno) ist ein polnischer Musiker.

## Karriere
Er war bis 2007 Bassist in der Technical-Death-Metal-Band Decapitated und in der Avantgarde-/Black-Metal-Band Lux Occulta zwischen 1998 und 2002, dem Jahr in der sich die Gruppe (Lux Occulta) trennte. Außerdem war er Session-Musiker in der berühmten Death-Metal-Formation Vader. Mit der Gruppe tourte er 2008 durch Nordamerika. Er lebt zurzeit in Kalifornien.

## Diskographie

### Lux Occulta
- 1999: My Guardian Anger (Metal Mind Productions, Pagan Records)
- 2001: The Mother And The Enemy (Metal Mind Productions, Maquiavel Music Entertainment)

### Decapitated

#### Demos
- 1997: Cemeteral Gardens
- 1998: The Eye of Horus

#### Alben
- 2000: Winds of Creation (Wicked Self, Earache Records)
- 2000: The First Damned (Metal Mind Productions)
- 2002: Nihility (Earache Records)
- 2004: The Negation (Earache Records)
- 2006: Organic Hallucinosis (Earache Records)